# Amorphogynia grupchei
Amorphogynia grupchei là một loài bướm đêm trong họ Geometridae.